# Pedro Chourio
Pedro Javier Chourio Cubillan (Zulia, Maracaibo, Venezuela, 13 de marzo de 1990) es un jugador de baloncesto venezolano que pertenece a la plantilla de Guaiqueríes de Margarita de la SPB. Con 1,86 metros de estatura, juega en la posición de escolta.

## Trayectoria
Chourio comenzó a jugar al baloncesto de manera profesional recién en 2012, pues, antes de ello, intentó ser beisbolista, habiendo llegado a estar incorporado en la plantilla de las Águilas del Zulia.
Los primeros años de su carrera transcurrieron entre diversos equipos de su país, pero, a partir de 2018, comenzó a jugar como ficha extranjera en países como Argentina (con Estudiantes Concordia) y Uruguay (con Goes).
En mayo de 2019 firma de nuevo con Trotamundos.
En 2020 firma con los Spartans DC de Venezuela. Allí es campeón de la SLB 2020
y nombrado MVP de la SLB 2020 y MVP de la Final de la SLB 2020.
En 2022 pasa por Dorados Capital de México, luego por Olímpico de Argentina, para regresar a Venezuela a Cocodrilos y Panteras en 2023.
[actualizar]

## Selección nacional
Chourio actuó con la selección de baloncesto de Venezuela en diversos torneos internacionales, incluyendo la Copa Mundial de Baloncesto de 2019.
Durante agosto y septiembre de 2023 fue integrante de la selección de Venezuela que participó en el Mundial de 2023 celebrado en Asia, y que finalizó en trigésimo lugar.

## Vida privada
Chourio es primo del también baloncestista David Cubillán.